# هيديو كانايا
هيديو كانايا (باليابانية: 金谷秀夫؛ بالكانا: かなや ひでお) كان متسابق دراجات نارية ياباني. نافس في سباقات بطولة العالم لفئة 500 سي سي ولفئة 350 سي سي ولفئة 250 سي سي ولفئة 125 سي سي ولفئة 50 سي سي.